# Big Point
Big Point é uma Região censo-designada localizada no estado americano de Mississippi, no Condado de Jackson.

## Demografia
Segundo o censo americano de 2000, a sua população era de 115 habitantes.

## Geografia
De acordo com o United States Census Bureau tem uma área de 
0,3 km², dos quais 0,3 km² cobertos por terra e 0,0 km² cobertos por água. Big Point localiza-se a aproximadamente 8 m acima do nível do mar.

## Localidades na vizinhança
O diagrama seguinte representa as localidades num raio de 20 km ao redor de Big Point. 